# Lista de presidentes da Polinésia Francesa
Esta é uma lista de presidentes da Polinésia Francesa (França).

## Presidentes do Governo (1984 – 2004)
| Nome                   | Início do mandato       | Fim do mandato          | Partido político     |
| ---------------------- | ----------------------- | ----------------------- | -------------------- |
| Gaston Flosse (1ª vez) | 14 de setembro de 1984  | 12 de fevereiro de 1987 | Tahoera'a Huiraatira |
| Jacques Teuira         | 12 de fevereiro de 1987 | 9 de dezembro de 1987   | Tahoera'a Huiraatira |
| Alexandre Léontieff    | 9 de dezembro de 1987   | 4 de abril de 1991      | Te Tiarama           |
| Gaston Flosse (2ª vez) | 4 de abril de 1991      | 27 de fevereiro de 2004 | Tahoera'a Huiraatira |

## Presidentes (2004 – atualidade)
| Nome                      | Início do mandato       | Fim do mandato          | Partido político          |
| ------------------------- | ----------------------- | ----------------------- | ------------------------- |
| Gaston Flosse (1ª vez)    | 27 de fevereiro de 2004 | 14 de junho de 2004     | Tahoera'a Huiraatira      |
| Oscar Temaru (1ª vez)     | 14 de junho de 2004     | 23 de outubro de 2004   | Tavini Huiraatira         |
| Gaston Flosse (2ª vez)    | 23 de outubro de 2004   | 3 de março de 2005      | Tahoera'a Huiraatira      |
| Oscar Temaru (2ª vez)     | 3 de março de 2005      | 26 de dezembro de 2006  | Tavini Huiraatira         |
| Gaston Tong Sang (1ª vez) | 26 de dezembro de 2006  | 13 de setembro de 2007  | Tahoera'a Huiraatira      |
| Oscar Temaru (3ª vez)     | 13 de setembro de 2007  | 23 de fevereiro de 2008 | Tavini Huiraatira         |
| Gaston Flosse (3ª vez)    | 23 de fevereiro de 2008 | 15 de abril de 2008     | Tahoera'a Huiraatira      |
| Gaston Tong Sang (2ª vez) | 15 de abril de 2008     | 12 de fevereiro de 2009 | O Porinetia To Tatou Ai'a |
| Oscar Temaru (4ª vez)     | 12 de fevereiro de 2009 | 25 de novembro de 2009  | Tavini Huiraatira         |
| Gaston Tong Sang (3ª vez) | 25 de novembro de 2009  | 1 de abril de 2011      | O Porinetia To Tatou Ai'a |
| Oscar Temaru (5ª vez)     | 1 de abril de 2011      | 17 de maio de 2013      | Tavini Huiraatira         |
| Gaston Flosse (4ª vez)    | 17 de maio de 2013      | 5 de setembro 2014      | Tahoera'a Huiraatira      |
| Édouard Fritch            | 12 de setembro de 2014  | 12 de maio de 2023      | Tapura Huiraatira         |
| Moetai Brotherson         | 12 de maio de 2023      | presente                | Tavini Huiraatira         |